# Opiptacris choiseulensis
Opiptacris choiseulensis är en insektsart som beskrevs av Willemse, F.M.H. 1975. Opiptacris choiseulensis ingår i släktet Opiptacris och familjen gräshoppor. Inga underarter finns listade i Catalogue of Life.